# Zannichellia aschersoniana
Zannichellia aschersoniana là một loài thực vật có hoa trong họ Potamogetonaceae. Loài này được Graebn. miêu tả khoa học đầu tiên năm 1907.